# Gyrostipula
Gyrostipula es un género con tres especies de plantas con flores perteneciente a la familia Rubiaceae.

## Especies
- Gyrostipula comorensis J.-F.Leroy (1974 publ. 1975).
- Gyrostipula foveolata (Capuron) J.-F.Leroy (1974 publ. 1975).
- Gyrostipula obtusa Eman. & Razafim. (2007).